# Chaque seconde
 (juin 2024).
L'article doit être relu — et modifié si nécessaire — par des contributeurs indépendants pour apporter un regard critique aux contributions effectuées en violation des conditions d'utilisation de Wikipédia, tant sur la forme (notamment concernant le style encyclopédique, la proportionnalité) que sur le fond (la neutralité de point de vue, la qualité et l'indépendance des sources).
Singles
1. Ceux qu'on était[2]
Sortie : 7 février 2024
2. Ceux qu'on était (Version acoustique)[3]
Sortie : 23 février 2024
3. Ceux qu'on était (Version piano-voix)[4]
Sortie : 27 mars 2024
4. Nous on sait[5]
Sortie : 17 mai 2024
5. Chaque seconde (feat. M. Pokora)
Sortie : 20 septembre 2024
6. Adieu, nous deux
Sortie : 24 janvier 2025
7. Ce qui me va
Sortie : 6 mai 2025
8. Ce qui me va (Version acoustique)
Sortie : 30 mai 2025

Chaque seconde est le premier album du chanteur français Pierre Garnier sorti le 7 juin 2024.
Une réédition de l'album est sortie le 22 novembre 2024 avec 4 titres inédits.

## Genèse
Cet album a été enregistré à la suite de sa victoire lors de la onzième édition de l'émission de télé-réalité Star Academy. On retrouve d'ailleurs un titre en duo avec l'un des invités de cette même saison, le compositeur et pianiste français Sofiane Pamart. Après cet album, il annoncera officiellement sa tournée solo qui se jouera à guichets fermés,.
On y retrouve parmi les musiciens de l'album Mosimann, également vainqueur de Star Academy (en 2008).

## Liste des titres
| 1.  | Comment faire                         | DAYSY, Geneviève Lamborn, Marc Le Goff, Pierre Garnier | Marso, Marc Le Goff | 2:56 |
| 2.  | Les mots                              | DAYSY, Marso, Pierre Garnier                           | Marso               | 2:52 |
| 3.  | Ceux qu'on était                      | DAYSY, Joseph Kamel, Pierre Garnier                    | Marso               | 2:54 |
| 4.  | Chaque seconde                        | DAYSY, Joseph Kamel, Pierre Garnier                    | Marso               | 2:46 |
| 5.  | L'horizon                             | Adèle Couvert, DAYSY, Léo Chatelier, Pierre Garnier    | Marso               | 2:42 |
| 6.  | Nous on sait                          | Cobalt, DAYSY, Joseph Kamel, Marso, Pierre Garnier     | Marso               | 3:01 |
| 7.  | Pas une larme                         | Sofiane Pamart, Pierre Garnier                         | Sofiane Pamart      | 3:31 |
| 8.  | Sur pause                             | Cobalt, DAYSY, Marso, Pierre Garnier                   | Marso               | 2:49 |
| 9.  | Ce qui me va                          | DAYSY, Mosimann, Pierre Garnier                        | Marso, Mosimann     | 2:35 |
| 10. | À mes côtés                           | DAYSY, Marc Le Goff, Pierre Garnier                    | Marso, Marc Le Goff | 3:14 |
| 11. | Comme toi                             | DAYSY, Tristan Salvati, Pierre Garnier                 | Tristan Salvati     | 2:36 |
| 12. | Tout en mieux                         | Joseph Kamel, Mosimann, Pierre Garnier                 | Marso, Mosimann     | 2:29 |
| 13. | Ceux qu'on était (Version acoustique) | DAYSY, Joseph Kamel, Pierre Garnier                    | Marso               | 3:21 |
| 14. | Ceux qu'on était (Version piano-voix) | DAYSY, Joseph Kamel, Pierre Garnier                    | Nino Vella          | 3:00 |

| 1. | Contrôle                          | Cobalt, DAYSY, Pierre Garnier                  | Marso, Renaud Rebillaud | 2:48 |
| 2. | Laisse                            | DAYSY, Igit, Léo Chatelier, Pierre Garnier     | Marso                   | 2:33 |
| 3. | Adieu, nous deux                  | Pierre Garnier, Cobalt, DAYSY                  | Marso, Renaud Rebillaud | 3:08 |
| 4. | Maintenant                        | Pierre Garnier, DAYSY                          | Tristan Salvati         | 3:00 |
| 5. | Chaque seconde (feat. M. Pokora)  | DAYSY, Joseph Kamel, Pierre Garnier, M. Pokora | Marso                   | 2:46 |
| 6. | Ce qui me va (Version acoustique) | DAYSY, Mosimann, Pierre Garnier                | Marso, Mosimann         | 3:21 |

## Clips vidéos
- Ceux qu'on était : 22 mars 2024[11]
- Nous on sait : 30 mai 2024[12]
- Chaque seconde (feat. M. Pokora) : 11 octobre 2024[13]
- Adieu, nous deux : 24 janvier 2025[14]
- Ce qui me va : 6 mai 2025[15]

## Titres certifiés en France
- Ceux qu'on était  Diamant[16]
- Nous on sait  Diamant[17]
- Chaque seconde  Platine[18]
- Adieu, nous deux  Or[19]

## Accueil commercial
L'album s'écoule à 19 594 exemplaires en trois jours. En une semaine, il s'écoule à 32 118 exemplaires. Pierre Garnier réalise le meilleur démarrage pour un premier album de pop française depuis la création du Top fusionné (incluant le streaming) en 2016.
L'album est certifié disque d'or en deux semaines, disque de platine en 4 mois et double platine en 8 mois .

## Accueil critique
L'album reçoit une note de 3,5/5 sur le site chartinfrance.net indiquant que l'album "confectionné en un temps record - s'en sort avec les honneurs", malgré le manque de mélodies marquantes et de textes plus personnels.

## Crédits
- Marso - Guitares, basse, piano, programmation
- Denis Benarrosh - Percussion
- Jean-François Berger - Arrangement et direction des cordes, claviers, programmation rythmique, synthé et chœurs
- DAYSY - Chœurs
- Marc Le Goff - Piano
- Timothée Clémenceau - Piano
- Noé Trystram - Guitares
- Mendelevitch - Programmation rythmique
- Joseph Kamel - Guitares
- Sofiane Pamart - Piano
- Mosimann - Synthé, piano
- Tristan Salvati - Guitares, piano, basse, programmation rythmique, synthé
- Maïa Colette - Violoncelle
- Lison Favard - Violon
- Nino Vella : Piano
- Pierre Garnier : Piano, guitare

## Classements et certifications

### Classements hebdomadaires
| Classements (2024)           | Classement |
| ---------------------------- | ---------- |
| France (SNEP)                | 1          |
| Belgique (Flandre Ultratop)  | 86         |
| Belgique (Wallonie Ultratop) | 1          |
| Suisse (Schweizer Hitparade) | 4          |

### Certifications et ventes
| Région         | Certification | Ventes/Streams |
| -------------- | ------------- | -------------- |
| France (SNEP)  | 2 × Platine   | 200 000        |
| Belgique (BEA) | Or            | 10 000         |